# Potassiccarpholite
La potassiccarpholite è un minerale appartenente al gruppo della carpholite.